# Lac Simard, Témiscamingue
Lac Simard är en sjö i Kanada.   Den ligger i regionen Abitibi-Témiscamingue och provinsen Québec, i den sydöstra delen av landet, 300 km nordväst om huvudstaden Ottawa. Lac Simard ligger 260 meter över havet. Arean är 170 kvadratkilometer.
Omgivningarna runt Lac Simard är en mosaik av jordbruksmark och naturlig växtlighet. Trakten runt Lac Simard är nära nog obefolkad, med mindre än två invånare per kvadratkilometer.